# Roquebrune, Gironde
 Roquebrune  là một xã thuộc tỉnh Gironde trong vùng Aquitaine tây nam nước Pháp. Xã này nằm ở khu vực có độ cao từ 14-108 mét trên mực nước biển.